# Sòcrates de Bitínia
Sòcrates (Socrates, Σωκράτης) fou rei de Bitínia, conegut com a Sòcrates el Bo (χρηστός). Era germà de Nicomedes IV i a la mort del seu pare comú Nicomedes III (91 aC), Sòcrates, enemic de Roma, es va revoltar i va enderrocar a son germà amb ajut del Regne del Pont. Nicomedes IV va anar a Roma per reclamar davant el senat romà el qual es va pronunciar al seu favor i va declarar la guerra a Sòcrates reinstaurant a Nicomedes al tron (89 aC)
Poc temps després (88 aC) el rei Mitridates VI Eupator del Pont, va convèncer Sòcrates de fer un nou intent, segons es diu contra el seu propi desig; amb l'ajut d'un exèrcit del Pont, que va vèncer a la batalla del riu Amneius, Sòcrates es va apoderar fàcilment altre cop del poder. El 84 aC Nicomedes IV fou restaurat pels romans després de la pau. Sòcrates va fugir a la cort de Mitridates, però aquest el va fer matar.
Memnó diu que quan va regnar va agafar el nom de Nicomedes V.